# Тогіак (Аляска)
Тогіак (англ. Togiak) — місто (англ. city) в США, в окрузі Діллінгем штату Аляска. Населення — 817 осіб (2010).

## Географія
Тогіак розташований за координатами 59°2′26″ пн. ш. 160°25′53″ зх. д. / 59.04056° пн. ш. 160.43139° зх. д. (59.040616, -160.431476).  За даними Бюро перепису населення США в 2010 році місто мало площу 585,98 км², з яких 115,04 км² — суходіл та 470,94 км² — водойми.

## Демографія
Згідно з переписом 2010 року, у місті мешкало 817 осіб у 231 домогосподарстві у складі 179 родин. Густота населення становила 1 особа/км².  Було 261 помешкання (0/км²).
Расовий склад населення:
| - 78,0 % — корінних американців - 5,5 % — білих - 0,2 % — чорних або афроамериканців - 0,1 % — вихідців з тихоокеанських островів |

До двох чи більше рас належало 15,9 %. Частка іспаномовних становила 1,8 % від усіх жителів.
За віковим діапазоном населення розподілялося таким чином: 38,8 % — особи молодші 18 років, 54,3 % — особи у віці 18—64 років, 6,9 % — особи у віці 65 років та старші. Медіана віку мешканця становила 24,5 року. На 100 осіб жіночої статі у місті припадало 108,4 чоловіків;  на 100 жінок у віці від 18 років та старших — 111,0 чоловіків також старших 18 років.
Середній дохід на одне домашнє господарство  становив 56 386 доларів США (медіана — 46 250), а середній дохід на одну сім'ю — 61 869 доларів (медіана — 49 688). Медіана доходів становила 36 250 доларів для чоловіків та 20 500 доларів для жінок. За межею бідності перебувало 23,5 % осіб, у тому числі 35,5 % дітей у віці до 18 років та 0,0 % осіб у віці 65 років та старших.
Цивільне працевлаштоване населення становило 184 особи. Основні галузі зайнятості: освіта, охорона здоров'я та соціальна допомога — 38,0 %, роздрібна торгівля — 22,3 %, публічна адміністрація — 19,6 %.